# Остапенко Ілля Володимирович
Ілля́ Володи́мирович Оста́пенко (1999—2024) — військовослужбовець Збройних сил України, учасник російсько-української війни, що загинув у ході російського вторгнення в Україну. Кавалер ордена «За мужність» ІІІ ступеня. Герой України (2025, посмертно).

## Життєпис
Народився 13 грудня 1999 в Харкові.
Коли почалася повномасштабна війна, без зайвих роздумів долучився до Запорізького ТРО, а згодом став до лав 3-ї окремої штурмової бригади.
Під час кампанії з повернення контролю над Андріївкою організував та сам брав участь в евакуації поранених — під його командуванням група винесла близько 40 поранених різного ступеня важкості. При цьому його група й далі виконувала бойові завдання, де рахунок знищених ворогів ішов на десятки. За проявлену хоробрість та відвагу в боях відзначений нагородами Головнокомандувача Збройних сил України «Хрест Хоробрих» та «За збережене життя».
Окрім бойових дій, Ілля долучався до патріотичного виховання молоді на базі молодіжних громадських організацій Сумської та Запорізької областей.

## Нагороди
- Звання Герой України з удостоєнням ордена «Золота Зірка» (5 травня 2025, посмертно) — за особисту мужність і героїзм, виявлені у захисті державного суверенітету та територіальної цілісності України, самовіддане служіння Українському народові[2].

- У березні 2024 року його сміливість та відданість Україні були відзначені орденом «За мужність» ІІІ ступеня. Але він не встиг прийняти його, тому що загинув у бою 28 квітня 2024[3][4].